# Лясовице-Вельке (гмина)
Лясовице-Вельке (пол. Lasowice Wielkie) — сельская гмина (волость) в Польше, входит как административная единица в Ключборкский повет, Опольское воеводство. Население — 7216 человек (на 2004 год).

## Демография
| Перепись                       | Всего   | Всего | Женщины | Женщины | Мужчины | Мужчины |
| ------------------------------ | ------- | ----- | ------- | ------- | ------- | ------- |
| Единицы                        | человек | %     | человек | %       | человек | %       |
| Население                      | 7216    | 100   | 3685    | 51,1    | 3531    | 48,9    |
| Плотность населения (чел./км²) | 34,2    | 34,2  | 17,5    | 17,5    | 16,7    | 16,7    |

## Соседние гмины
1. Гмина Ключборк
2. Гмина Лубняны
3. Гмина Мурув
4. Гмина Олесно
5. Гмина Турава
6. Гмина Зембовице